# Glaphyria basiflavalis
Glaphyria basiflavalis là một loài bướm đêm trong họ Crambidae.